# Lewis Wilson
Lewis Wilson (28 de janeiro de 1920 – 9 de agosto de 2000) foi um ator de cinema estadunidense, que atuou em cerca de 13 filmes, entre seriados, série de televisão e longas-metragens. Tornou-se mais conhecido, porém, por ter interpretado pela primeira vez nas telas Batman, no primeiro seriado para o cinema feito sobre o personagem da DC Comics, Batman, em 1943.

## Carreira
Graduado na Worcester Academy, em Worcester, Massachusetts em 1939. Sua família tinha uma ligação antiga com a escola, pois seu pai e seu avô também haviam ali se graduado.
Logo em seguida da entrada os Estados Unidos na Segunda Guerra Mundial, em 1943, a Columbia Pictures criou o primeiro seriado sobre Batman sob o título Batman. Wilson interpretou o personagem nos 15 capítulos, lutando contra J. Carrol Naish que interpretou um espião japonês chamado Dr Daka, líder de um grupo de traidores decididos a estabelecer o controle japonês sobre a América. Essa foi a estreia de Wilson no cinema, aos 23 anos. Em 1949, foi produzida uma seqüência, o seriado Batman & Robin, porém o ator a interpretar o Batman foi Robert Lowery.
Após o término da guerra, Wilson e sua família se mudaram para a Califórnia, e Wilson e sua esposa se juntaram ao Pasadena Playhouse, uma organização cultural localizada em Pasadena.
Seu último filme foi Naked Alibi, de Jerry Hopper, em 1954, após o qual Wilson se retirou do show-business e passou a trabalhar para a General Foods por muitos anos. Nos últimos anos, Wilson passou a viver em North Hollywood, na Califórnia. Apesar de sua morte ter sido relatada nos jornais em 1966 como ocorrendo há alguns anos, ele morreu em San Francisco aos 80 anos, em 2000.

## Vida pessoal
Wilson casou com a romancista e atriz Dana Broccoli (nascida Natol), que morreu em 2004. Eles se conheceram enquanto estavam frequentando a Academy of Dramatic Arts no Carnegie Hall, em Nova Iorque. Separaram-se e se divorciaram após terem se mudado para a Califórnia, e Dana casou com Albert R. Broccoli em 1959.
Seu filho, o produtor cinematográfico Michael G. Wilson, é conhecido pelo seu trabalho na série de filmes sobre James Bond.

## Filmografia parcial
| - Batman (1943) - Batman / Bruce Wayne - Red Head from Manhattan (1943) - Paul - Good Luck, Mr. Yates (1943) - Parkhurst (não-creditado) - First Comes Courage (1943) - Dr. Kleinich (não-creditado) - My Kingdom for a Cook (1943) - Reporter (não-creditado) - There's Something About a Soldier (1943) - Thomas Bolivar Jefferson - Klondike Kate (1943) - George Graham (não-creditado) | - The Racket Man (1944) - Capt. Anderson (não-creditado) - Sailor's Holiday (1944) - Jerome 'Iron Man' Collins - Once Upon a Time (1944) - Homem (não-creditado) - Wild Woman (1951) - Trent - Craig Kennedy, Criminologist (série de televisão, 1952) - Walt Jameson - Naked Alibi (1954) - Border Patrol Officer (não-creditado) |